# Angus Fairhurst
Angus Fairhurst (* 4. Oktober 1966 in Pembury, Kent; † 29. März 2008 in Bridge of Orchy, Schottland) war ein britischer Künstler und gehörte zu den Young British Artists. Zu seinem Œuvre zählen Installation, Fotografie und Video.

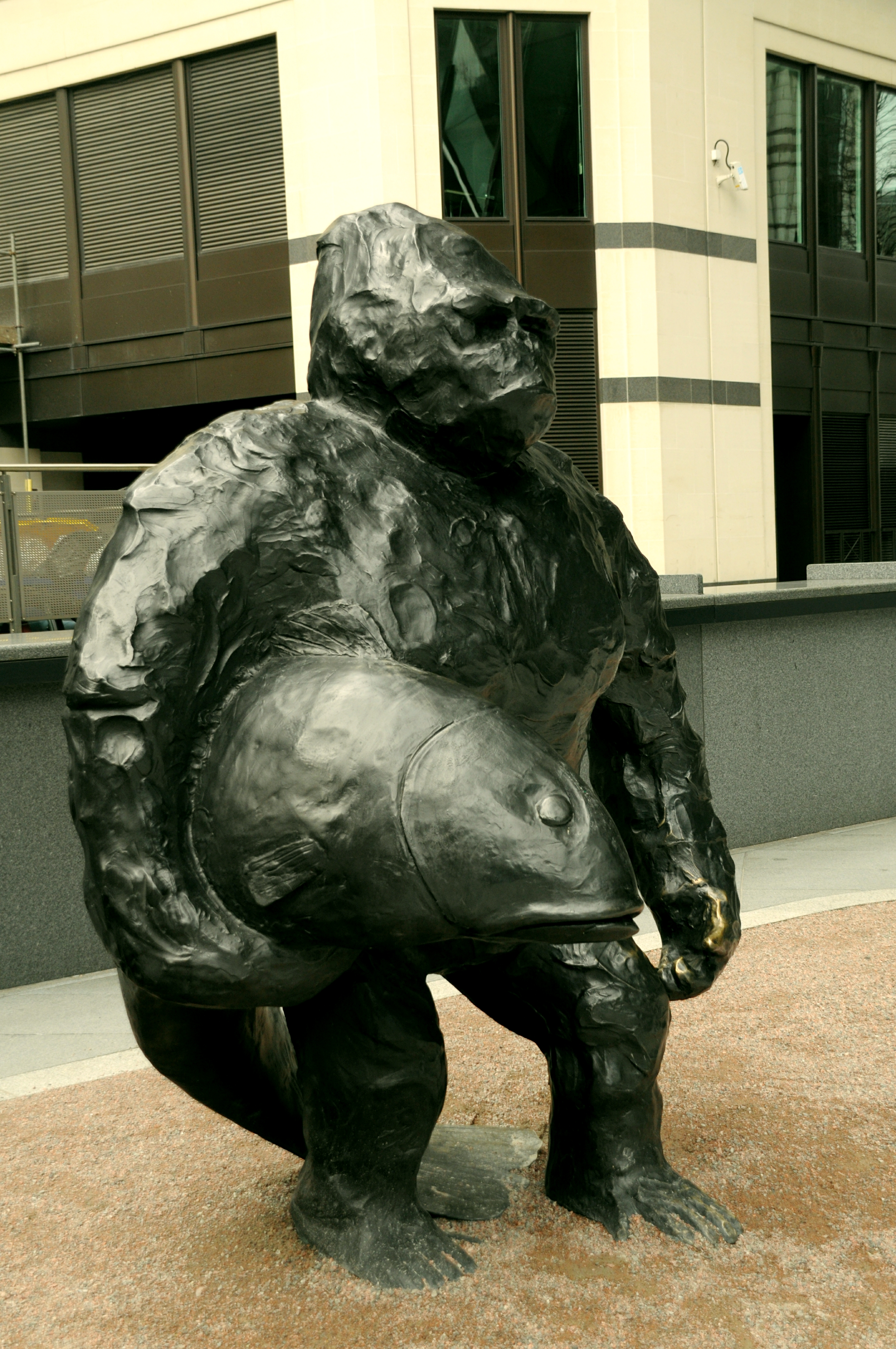
Angus Fairhurst: A Couple of Differences Between Thinking and Feeling.

## Leben und Arbeit
Angus Fairhurst wurde in Pembury, Kent geboren. Er besuchte die The Judd School zwischen 1978 and 1985. Später studierte er von 1985 bis 1986 am Canterbury Art College und wechselte später zum Goldsmiths College, wo er 1989 in Fine Art graduierte. Zu seinem Jahrgang zählten außerdem bekannte Vertreter der zeitgenössischen Kunstszene, wie Damien Hirst, Tracey Emin oder Sarah Lucas. Mit Sarah Lucas führte Fairhurst eine langjährige Beziehung. Im Februar 1988 organisierte Fairhurst eine der ersten Ausstellungen seiner Arbeiten gemeinsam mit anderen Kunststudenten. Sie gilt als Vorläufer der von Hirst im Juli 1988 organisierten Ausstellung Freeze, die zum Durchbruch der Young British Artists führte. Fairhurst und Hirst wurden im Laufe ihrer Karriere gute Freunde und kooperierten in vielen Projekten.
Fairhursts Arbeiten dominierten häufig mit visuellen Täuschungen und gespielten Witzen. Außerdem arbeitete er mit unterschiedlichen Medien, unter anderem Videokunst, Fotografie, Malerei und Skulpturen. Besonders bekannt sind seine Gorilla-Skulpturen.

## Tod
Fairhurst stellte in der Sadie Coles HQ Galerie in London aus. Am 29. März 2008, dem finalen Tag seiner dritten Solo-Ausstellung in der Galerie, wurde Fairhurst in den Highland-Wäldern nahe Bridge of Orchy in Schottland tot, am Baum hängend aufgefunden. Fairhurst hinterlässt seine Mutter und einen Bruder.

## Fairhursts Œuvre

### Gallery Connection
1991 landete Fairhurst mit Gallery Connection einen Coup in der Londoner Kunstszene Anfang der 1990er Jahre. Die Galerieszene zeitgenössischer Kunst in London war zu der Zeit begrenzt und beschränkte sich auf etwa zehn bis elf Institutionen. Fairhurst rief diese Galerien an und legte die Hörer aneinander und verband diese. Die somit unfreiwilligen Anrufpartner wollten keine Verantwortung für die Entstehung des Telefonats übernehmen. Die Reaktionen waren von genervt bis amüsiert. Fairhurst wiederholte diesen Streich in den 1990er Jahren mehrfach – ein „running-gag“, der immer wieder funktionierte.

### Gorillas und Bananen
Ein zentrales Thema in Angus Fairhursts Œuvre spielt die Figur des Gorillas. Entstanden sind diese ab den 1993er Jahren unter Verwendung verschiedener Materialien und Medien, so unter anderem Zeichnungen, Kostüme oder Bronzeplastiken. Ein weiteres Motiv seiner Arbeiten ist die Banane. Diese entstanden etwas später in dem künstlerischen Schaffen von Fairhurst, ca. ab den 1998er Jahren. Beide Werkgruppen weisen ähnliche gestalterische Elemente und inhaltliche Thematiken auf. Sie zeichnen sich insbesondere durch den grotesken Humor Fairhursts aus, welcher als speziell gilt. In den Werken "Banana Skin in The Hall of Mirrors" (1998) und "A Birth of Consistency" (2004) wird das Thema der menschlichen Identifikation durch das eigene Spiegelbild thematisiert. Oftmals stehen sowohl der Gorilla als auch die Banane sinnbildlich für sein animalisches Alter Ego. Des Weiteren charakterisieren sich diese Arbeiten als Ikonen des Cartoons, von welchem eine immer wiederkehrende Faszination für Fairhurst ausging. Insbesondere die Bananenschale als bekannter Slapstick-Klassiker wird in seinen Arbeiten in neuer Formensprache, von der komischen, melancholischen Darstellung bis ins Absurde hin, präsentiert.
Gorilla-Motiv
Innerhalb Fairhursts Œuvre, welchem immer wieder unterstellt wird keine „signature art“ zu sein, ist während der 1990er Jahre der Gorilla ein häufig wiederkehrendes Motiv. Ebenso beinhalten diverse Werke, den für ihn typischen schwarzen Humor.
In seinem Werk „Pietà“ stellt er den Gorilla mit Maria gleich. Für ihn ist er ein mitfühlendes, altruistisches und emotionales Wesen. Ein Tier das dem Menschen gleich ist. Er ist die Metapher für jedermann.
Fairhurst über „A cheap and ill-fitting gorilla suit“:
„Underneath this big hairy masculine thing, there I was in the end, a skinny lanky geezer.“
Beispiele:
Performance: „A cheap and ill-fitting gorilla suit“, 1995.
Fotografie: „Pietà“, 1996.
Installation: „Bodies“, 1995.

### Low lower lowest Expectations
Angus Fairhurst immer wiederkehrender Werktitel low, lower, lowest Expectations bezeichnet unterschiedliche Werke im Œuvre des Briten.

#### Performance
Die Performances von Fairhurst fanden zwischen 1995 und 2001 statt und wurden von Fairhursts Band Abandabondon vorgeführt. Gestartet ist die Serie mit der ersten Performance „Low Expectations“, weiter ging es mit „Lower Expectations“ und anschließend mit „Lowest Expectations“ („niedrigste Erwartungen“). Die Auftritte trugen wesentliche Merkmale eines Rockkonzertes. Als Musikperformance wird dabei zwar das Musikalische betont, allerdings steht besonders das zeitliche Moment der Strukturierung und der Handlung im Vordergrund, sodass die Aufführung dem eigentlichen Musikstück überliegt. Während des Auftrittes werden Tonbänder lediglich abgespielt. Die Instrumente werden von den Audioaufnahmen übertönt, ein Bandauftritt wird nur mimisch dargestellt. Die Tonbänder werden im Laufe des Acts kanonartig abgespielt bis ein nicht-identifizierbarer Audio-Mix entsteht. Die ständige Repetition führt allerdings nicht ins Unendliche, sondern findet nach etwa 30 Minuten ihr Ende.

#### Aluminiumtafeln
Die Aluminiumtafeln wurden von Fairhurst 1996 bis 1997 in Auftrag gegeben. Es handelt sich um ein computergeneriertes Muster, das von Schildmalern auf Aluminiumtafeln übertragen wurde. Das Muster zunächst wurde einfach wiedergegeben, um anschließend kanonartig übereinander gelegt zu werden. Zwölf Steigerungen gibt es innerhalb einer Musterschablone. Low Expectations ist dabei das in Schwarz-weiß gehaltene Muster, lower Expectations arbeitet mit Blau, Rot und Schwarz und lowest Expectations fügt noch Gelb hinzu. Durch die Grundfarben entstehen so auch Mischfarben. Durch das schablonenartige Übereinandersetzen der Muster entsteht ein dichtes, kaum zu differenzierendes Mustergerüst.

### Animationen 1995 bis 2001
Angus Fairhurst entwickelte im Zeitraum von 1995 bis 2001 verschiedene Animationen. Erstmals wurden zwei davon im Jahr 1995 in der vom Walker Art Center organisierten Ausstellung "Brilliant! New Art from London" der Öffentlichkeit präsentiert. Die Ausstellung "BODIES", die Ende Februar 2015 in der Sadie Coles Gallery in London stattfand, widmete sich schließlich allein Angus Fairhursts Animationen. Sie wurden dort auf acht großen Monitoren in chronologischer Reihenfolge von 1995 bis 2001 in Dauerschleife abgespielt. Insgesamt umfassen sie einen 14-minütigen Zyklus und zeigen handgezeichnete Gorillas, menschliche Körperteile, die auf unnatürliche Weise aufeinander gesetzt sind und teilweise im leeren Raum balancieren sowie männliche und weibliche Genitalien. Als Hintergrund für die Animationen dienten leuchtende Farbfelder in den Primärfarben Blau, Rot und Gelb sowie die Komplementärfarben Grün und Lila. Oft dienten die Animationsvideos als Hintergrundkulisse für Auftritte von Angus Fairhursts Band "Abandabandon", die zwischen 1995 und 2001 aktiv war. Parallel zu den eingeblendeten, sich wiederholenden Videos spielte die Band. Durch das große Format der Monitore wurde der Kontrast zwischen den Zeichnungen und den leuchtenden, unveränderlichen Farbfeldern besonders hervorgehoben.

#### Strange Loops 1995/1996
Bei Strange Loops handelt es sich um die ersten vier Animationen, die um 1995 und 1996 entstanden. Jedes der Videos hat noch einen Untertitel, der sich direkt auf das entsprechende Video bezieht.

##### Inhalt
Das erste Video Strange Loops – Catching and Dropping, das im Jahr 1995 entstand, zeigt skizzenhaft einen Gorilla im Profil vor einem hellgelben Hintergrund, der einen von oben herabfallenden nackten Mann mit seinen Armen auffängt. Der Gorilla bewegt sich daraufhin einige Schritte vorwärts mit ihm und wieder zurück. Schließlich lässt er den Mann wieder fallen und kehrt dem Betrachter den Rücken zu.
In der zweiten, ebenfalls um 1995 entstandenen Animation Strange Loops – Stripping sind die Zeichnungen wieder skizzenhaft vor demselben hellgelben Hintergrund dargestellt. Zu sehen ist wieder ein Gorilla, der diesmal wie bei einer Banane die Haut eines ebenfalls nackten Mannes vom Kopf bis zu den Füßen abzieht. Dadurch enthüllt er einen weiteren, identischen nackten Mann unter der Haut.
Auch die dritte Animation Strange Loops – Dissecting aus dem Jahr 1996 zeigt einen Gorilla, diesmal aber in Form eines Kostüms, was an einem Reißverschluss an der Vorderseite erkennbar ist. Die menschliche Figur, die darin steckt, ist nach vorne gerichtet und schwingt leicht die Arme. Die Figur ist diesmal farbig ausgemalt und weniger skizzenhaft und der hellgelbe Hintergrund wurde durch ein leuchtendes Gelb ersetzt. Schwarze horizontale Linien, die von rechts im Bild erscheinen, zerlegen den Körper schließlich in fünf rotierende anatomische Querschnitte, sodass Fleisch und Knochen der Figur sichtbar werden. Nachdem die Position für einen Moment anhält, lösen sich die Teile horizontal in gemusterte Schichten auf, die sich auf Angus Fairhursts Gemälde Serie Low Lower Lowest Expectations beziehen. Schließlich fügen sich die Schichten wieder zur Figur im Gorilla-Kostüm zusammen.
In Strange Loops – Turning, ebenfalls aus dem Jahr 1996, sind die Unterkörper einer weiblichen und männlichen Figur ab dem Bauch so aufeinander gesetzt, dass das der obere Teil den Oberkörper, vor allem die Arme, ersetzt. Die Unterkörper beider Figuren sind nackt. Die Gestalt balanciert nun planlos auf ihren Gliedmaßen, ähnlich wie bei einem Handstand, und überschlägt sich dabei mehrmals. Es wirkt fast als würde eine Art Kampf stattfinden. Auch hier ist die Zeichnung ähnlich und farbig. Der Hintergrund der Animation ist diesmal in einem kräftigen Lila gehalten.

##### Gemeinsamkeiten und Unterschiede
Die wichtigste Gemeinsamkeit der Animationen liegt darin, dass sich die Handlungen in allen Videos in Dauerschleife wiederholen, was Bezug auf den Titel Strange Loops nimmt. Sie sind dadurch von einem ständigen "Auf und Ab" beherrscht.
Die Zeichnungen in den ersten beiden Animationen sind eher skizzenhaft und weniger comichaft wie in den beiden darauffolgenden. Außerdem sind sie im Jahr 1995 noch farblos, während sie ein Jahr später farbig gestaltet wurden. Nicht nur die Farbigkeit der Zeichnungen, sondern auch die des Hintergrundes hat sich geändert: Das helle Gelb wurde durch kräftigere Farbtöne ersetzt.
Strange Loops – Dissecting ist das einzige Video, das mit Ton unterlegt ist. Die an eine Rockband erinnernde Musik im Hintergrund stammt vermutlich von Angus Fairhursts Band selbst.
In allen vier Videos sind Mensch und/oder Affe auf irgendeine Weise dargestellt. Sind beide gemeinsam in einer Animation vertreten, hat es den Anschein, dass der Affe immer die Macht über den Menschen hat und nicht umgekehrt. Die menschliche Figur wirkt in den Videos passiv und unkontrolliert.
Ein weiteres Motiv, dass sich in allen vier Animationen erkennen lässt, ist das der Nacktheit. In Strange Loops – Dissecting wird der Mensch sozusagen entblößt, indem wir sein Körperinneres zu sehen bekommen und in den drei anderen Videos ist die menschliche Figur immer nackt dargestellt. Auch in anderen seiner Animationen konfrontiert uns Angus Fairhurst mit Nacktheit in Form von gezeichneten Genitalien.
Das anthropomorphe Element in Angus Fairhursts Werk spiegelt sich in seinen Animationen besonders gut wider. Er spielt mit unseren Erwartungen, indem er neue Identitäten in Form von ungleichen aneinandergesetzten Körperpaaren und sich immer wiederholenden Ereignissen schafft. Angus Fairhursts Umgang mit dem Loop und Überlagerungen kann als Metapher für die Absurdität des Lebensalltags verstanden werden.